# آلبرت جی. آر. هک
آلبرت جی.آر. هک (انگلیسی: Albert J. R. Heck؛ زادهٔ ۲۵ نوامبر ۱۹۶۴) دانشمند در زمینه فیزیک اهل پادشاهی هلند است.
وی همچنین برندهٔ جوایزی همچون جایزه اسپینوزا شده‌است.